# Gọi thầu
Gọi thầu, kêu gọi đấu thầu, mời đấu thầu, (ITT, thường được gọi ngắn gọn là đấu thầu) mời thầu (IfB) hoặc lời mời thầu (ItB)) là một thủ tục để tạo ra các đề nghị cạnh tranh từ các nhà thầu khác nhau tìm kiếm để có được một giải thưởng của hoạt động kinh doanh trong công việc, cung cấp, hoặc hợp đồng dịch vụ. Họ thường đi trước bởi một bảng câu hỏi sơ tuyển (PQQ).
Gọi thầu khác với Đề nghị mời thầu (RfP), trong trường hợp các lý do khác (công nghệ được sử dụng, chất lượng) có thể gây ra hoặc cho phép lựa chọn ưu đãi thứ hai tốt nhất. RfP là yêu cầu về giá từ người mua nhưng người mua cũng sẽ mong đợi các đề xuất và ý tưởng về cách thực hiện công việc của dự án. RfPs do đó tập trung vào nhiều hơn là chỉ định giá / chi phí, chúng đòi hỏi một chút tư vấn từ nhà thầu hoặc nhà cung cấp.

## Các loại hình đấu thầu
Mở thầu, mở cuộc gọi cho đấu thầu, hoặc đấu thầu được quảng cáo được mở cho tất cả các nhà cung cấp hoặc nhà thầu có thể đảm bảo khả năng đáp ứng.
Các đấu thầu hạn chế, các cuộc gọi bị hạn chế cho các đấu thầu, hoặc các đấu thầu được mời chỉ dành cho các nhà thầu hoặc nhà thầu được lựa chọn trước. Điều này có thể là một phần của quy trình hai giai đoạn, giai đoạn đầu tiên trong đó (như trong cuộc gọi đấu thầu biểu hiện quan tâm (EOI)) tạo ra một danh sách ngắn các nhà cung cấp phù hợp.
Lý do cho các hồ sơ dự thầu hạn chế khác nhau về phạm vi và mục đích. Các đấu thầu hạn chế có thể đến vì:
- về cơ bản chỉ có một nhà cung cấp dịch vụ hoặc sản phẩm phù hợp tồn tại
- các vấn đề bảo mật (như trong hợp đồng quân sự)
- về nhu cầu cần thiết (như trong các tình huống khẩn cấp)
- cần phải loại bỏ các nhà thầu không có khả năng tài chính hoặc kỹ thuật để đáp ứng các yêu cầu